# Kultur- und Museumskomplex Mystezkyj Arsenal
Der Kultur- und Museumskomplex Mystezkyj Arsenal oder nur Mystetskyj Arsenal (ukrainisch Націона́льний культу́рно-мисте́цький та музе́йний ко́мплекс Мисте́цький арсена́л oder nur Мисте́цький арсена́л Mystezkyj Arsenal) ist ein multifunktionaler Kunst-, Kultur- und Museumskomplex im Rajon Petschersk in der ukrainischen Hauptstadt Kiew, in dem die erste internationale Biennale für zeitgenössische Kunst in der Ukraine, die Arsenale 2012, die von Mai bis Juli 2012 stattfand, durchgeführt wurde.

## Museumsgeschichte
Der Kultur- und Museumskomplex Mystezkyj Arsenal befindet sich im Rajon Petschersk – einem der drei alten historischen Stadtteile der Stadt Kiew, direkt neben dem Kiewer Höhlenkloster, einem UNESCO-Welterbe. Die Gründung des Museums wurde bereits im Jahr 2006 initiiert, ohne dass die erforderlichen Baulichkeiten zur Verfügung standen. Im Folgejahr fiel die Entscheidung auf das leer stehende Arsenal-Gebäude, das aufwendig saniert werden musste. Der Komplex wurde im Jahr 2018 von 173.550 Besuchern besucht. Im selben Jahr fanden hier sechs Ausstellungen, zwei Festivals, 299 Führungen, 52 Bildungsprojekte und 13 Theateraufführungen statt. Der Veranstaltungsort beherbergt auch die größte jährliche Buchmesse der Ukraine, das Kiewer Buch-Arsenal, die von 50.000 Besuchern besucht wurde.
Im Zuge der russischen Invasion im Februar 2022 erfolgte die Sicherung vieler Kunstwerke in die Kellerräume des Gebäudes, die als Schutzbunker für die Mitarbeiter und der Kunstwerke dient. Die Leiterin des Museums, Olessja Ostrowska-Ljuta, wandte sich mit einem offenen Brief an die Weltöffentlichkeit, in dem sie die prekäre Situation seit dem russischen Überfall beschrieb. Zudem sorgte sie sich um den Mystezkyj-Arsenal-Komplex.

## Gebäude

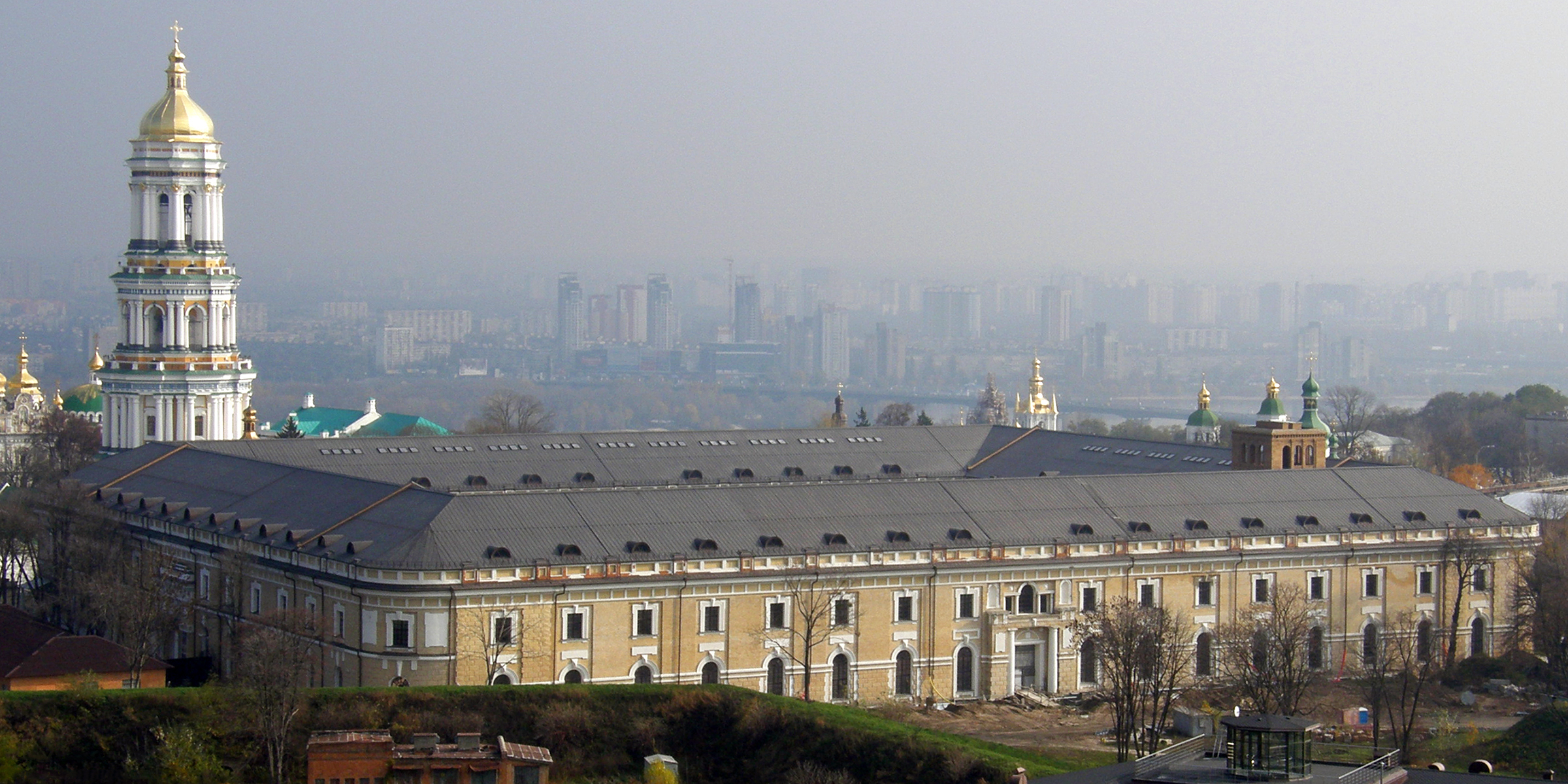
Gebäudekomplex Mystezkyj Arsenal, im Hintergrund der Glockenturm des Kiewer Höhlenklosters

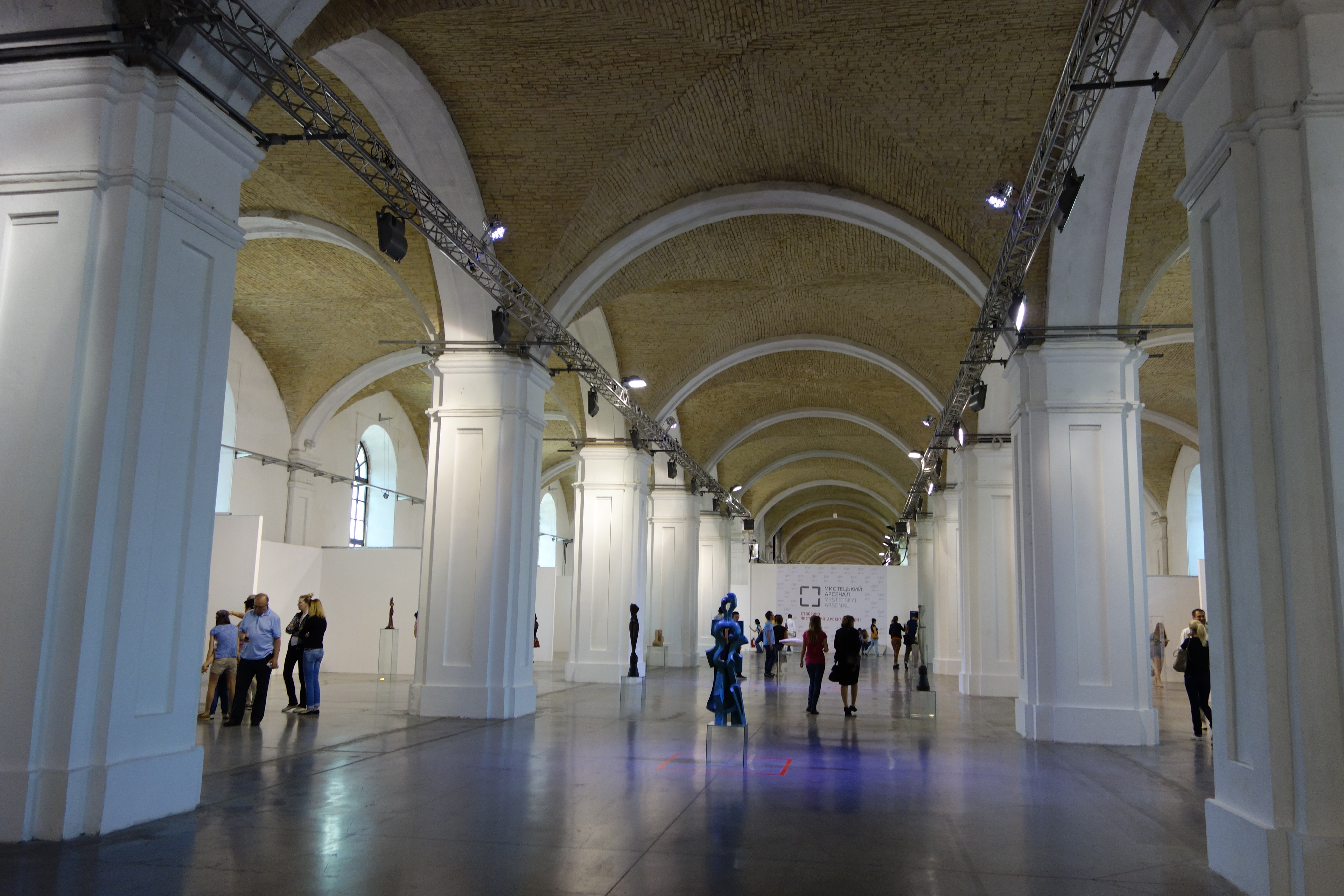
Gewölbe im Arsenal

Der unter Denkmalschutz stehende Gebäudekomplex des Kiewer Mystezkyj Arsenal geht auf Plänen des Sankt Petersburger Architekten Karl Johann Spekle aus dem Jahr 1783 zurück. Die Bauarbeiten begannen 1784 und waren 1801 abgeschlossen. Im Arsenalgebäude wurde Munition hergestellt und eingelagert sowie die Kanonen der Russischen Armee gewartet. Bis in die Sowjetzeit wurde das Gebäude vom Militär genutzt.
Das Arsenal in Kiew bildet ein geschlossenes Atrium, mit einem großzügigen Innenhof. Der zweistöckige Bau im klassizistischen Stil mit einer Nutzfläche von 30.000 Quadratmetern besteht aus Ziegelmauerwerk und ist vollständig unterkellert. Die heterogene zweigeschossige Mischfassade setzt sich aus gelbem Kiewer Klinker, Naturstein und verputzten Flächen zusammen.